# Нетеїзм
Нетеїзм — термін, який охоплює релігійні та нерелігійні напрями думки, що відрізняються запереченням теїзму чи віри в персоніфікованого бога чи богів. Спочатку використовувався як синонім терміна «секуляризм», але згодом об'єднав різні, в тому числі й взаємовиключні, погляди, для яких характерний натуралістичний підхід, такі як агностицизм, скептицизм та атеїзм. Його використовують в християнській апологетиці та в теологія визволення. Інколи вживається як синонім терміна «атеїзм».
Нетеїзм включає в себе: «сильний» атеїзм, «слабкий» атеїзм, «сильний» агностицизм та «слабкий» агностицизм. «Сильний» атеїзм — переконання в відсутності монотеїстичного Бога чи політеїстичних богів. Відсутність думки про існування божества може бути названо «слабким атеїзмом» чи «імпліцитним атеїзмом». Більш м'які форми нетеїзму відомі як агностицизм. «Сильний» агностицизм являє собою переконання в тому, що людям не дано взнати, чи існують які-небудь бог чи ні. «Слабкий» агностицизм — є переконання в тому, що про існування чи відсутність богів нічого не відомо, проте принципова можливість подібного знання не виключена. Філософ Ентоні Кенні проводить межу між агностиками, які вважають твердження «Бог існує» сумнівним, та теологічними антикогнітивістами, які вважають будь-які дискусії про Бога безглуздими.
Схожих філософських поглядів про існування бога притримуються ігностицизм та скептицизм. Через різницю в розумінні слова «Бог/бог» одна й та сама людина може бути атеїстом і агностиком залежно від уявлень про Бога/бога.

## Походження і визначення
Термін «не-теїзм» («non-theism» через дефіс) ввів в 1852 році англійський секулярист Джордж Джейкоб Холіоук, який писав:
|  | «Містер [Чарльз] Саутвелл висунув заперечення проти терміна Атеїзм. Ми це вітаємо. Ми давно відмовилися від вживання цього терміна[…]. Ми відмовилися від нього тому, що слово Атеїст застаріло. Розуміння цього слова древніми і сучасниками зводиться до "немає Бога - нема моральності". Таким чином, даний термін несе більш значне смислове навантаження, чим в нього вкладала будь-яка обізнана і серйозна людина; тобто це слово асоціюється з аморальністю, що рішуче відкидається як Атеїстом, так і Християнином. Термін не-теїзм менш схильний до подібного спотворення, оскільки він означає просте неприйняття даного Теїстом пояснення про походження та управління світом». |

Цю цитату привів шотландський теолог Джеймс Бьюкенен в опублікованій в 1857 році роботі «Сучасний атеїзм в його формах: Пантеїзм, Матеріалізм, Секуляризм, Еволюція та Закони Природи» («Modern Atheism under its forms of Pantheism, Materialism, Secularism, Development, and Natural Laws»), при цьому пояснив, що Холиоук як наслідок відав перевагу терміну «секуляризм» перед терміном «не-теїзм», як менш схильного до неправильного тлумачення та точніше описує істинний зміст даної теорії.

Написання без дефіса стало зустрічатись в кінці 20-го століття після виходу в 1965 році книги Харві Кокса «The Secular City: Secularization and Urbanization in Theological Perspective»: 
|  | «Таким чином, прихований Бог чи deus absconditus біблейської теології може бути помилково зрозумілий як повне безбожництво нетеїзму (no-god-at-all of nontheism». (с. 225) |

У 1990-х вживання терміна «нетеїзм» (nontheism без дефіса) було в ситуаціях, де вживання термінів «атеїзм» чи «антитеїзм» виявлялось небажаним.
Пема Чодрон використовує цей термін у контексті буддизму: 
|  | «Різниця між теїзмом та нетеїзмом стоїть не в вірі в Бога чи її відсутності. […] Теїзм являє собою глибоко вкорінене переконання в тому, що є чиясь рука, на яку можна спертися. […] Не-теїзм дозволяє нам впоратись з невизначеністю і мінливістю поточного моменту, не вдаючись до будь-чийого захисту. […] Нетеїзм в кінцевому рахунку означає усвідомлення того, що не існує няньки, на яку можна було б покластися». |

## Нетеїстичні релігії
Нетеїстичні традиції думки відіграють важливу роль  в буддизмі, християнстві, індуїзмі, ліберальному квакерстві, джайнізмі та раелізмі.